# Фёрде
Фёрде (нем. Voerde) — город в Германии, в земле Северный Рейн-Вестфалия.
Подчинён административному округу Дюссельдорф. Входит в состав района Везель. Население составляет 37 406 человек (на 31 декабря 2010 года). Занимает площадь 53,49 км². Официальный код — 05 1 70 044.